# Републикански път III-8652
Републикански път IIІ-8652 е третокласен път, част от Републиканската пътна мрежа на България, преминаващ по територията на Кърджалийска и Смолянска област. Дължината му е 26,2 km.
Пътят се отклонява надясно при 25,3 km на Републикански път III-865 северозападно от село Бял извор, минава през центъра на селото и се насочва на юг, като постепенно се изкачва по северния склон на източнородопския рид Жълти дял. След като премине през село Падина, преодолява основното било на рида и навлиза в Смолянска област. След това пътят продължава по южния склон на рида и при град Неделино слиза в долината на Неделинска река (Узундере, ляв приток на Върбица от басейна на Арда). След града преодолява друг хребет на Жълти дял, минава през източната част на село Старцево и слиза в долината на река Върбица, където се свързва с Републикански път III-867 при неговия 24,9 km.

През 2023 пътната настилка е изцяло ремонтирарна и обновена. През август е наложена и маркировка.
| Пътища, отклоняващи се надясно (населено място, № на пътя, посока на пътя) | km   | Пътища, отклоняващи се наляво (посока на пътя, № на пътя, населено място) |
| -------------------------------------------------------------------------- | ---- | ------------------------------------------------------------------------- |
| Община Ардино, Област Кърджали III-865, 25,3 km →                          | 0,0  | → 25,3 km, III-865, Област Кърджали, Община Ардино                        |
| с. Бял извор                                                               | 1    | → с. Бял извор, общински път (за с. Срънско)                              |
| (за селата Главник и Жълтуша) общински път ←                               | 2,8  |                                                                           |
| с. Падина                                                                  | 4,3  | с. Падина                                                                 |
|                                                                            | 5,6  | → общински път (за с. Кундево)                                            |
| Община Неделино, Област Смолян                                             | 6,2  | Област Смолян, Община Неделино                                            |
|                                                                            | 8    | → общински път (за селата Изгрев и Средец)                                |
| гр. Неделино                                                               | 15,1 | гр. Неделино                                                              |
| гр. Неделино                                                               | 16,2 | → гр. Неделино, общински път (за селата Крайна и Козарка)                 |
| Община Златоград                                                           | 20,6 | Община Златоград                                                          |
| с. Старцево                                                                | 23,2 | с. Старцево                                                               |
| (от с. Средногорци) III-867, 24,9 km →                                     | 26,2 | → 24,9 km, III-867 (до с. Подкова)                                        |